# Walter Trusendi
Walter Trusendi (Forte dei Marmi, 3 de Janeiro de 1985) é um tenista profissional italiano.

## ATP finais (3)

### Duplas (3)
| Legenda             |
| ATP Challengers (3) |

| Finais por Piso |
| --------------- |
| Duro (0–0)      |
| Saibro (1–2)    |
| Grama (0–0)     |
| Carpete (0–0)   |

| Posição | N. | Data          | Torneio              | Piso   | Parceiro        | Oponentes                       | Placar                |
| ------- | -- | ------------- | -------------------- | ------ | --------------- | ------------------------------- | --------------------- |
| Vice    | 1. | 17 Abril 2011 | Roma, Itália         | Saibro | Thomas Fabbiano | Martin Kližan Alessandro Motti  | 6–7(3–7), 4–6         |
| Campeã  | 1. | 2 Março 2012  | Casablanca, Marrocos | Saibro | Matteo Viola    | Evgeny Donskoy Andrey Kuznetsov | 1–6, 7–6(7–5), [10–3] |
| Vice    | 2. | 11 Maio 2012  | Roma, Itália         | Saibro | Adrián Menéndez | Jamie Delgado Ken Skupski       | 1–6, 4–6              |